# Campionato europeo femminile di pallacanestro Under-16 2008
Il Campionato europeo femminile di pallacanestro Under-16 2008 (noto anche come FIBA EuroBasket Women Under-16 2008) si è svolto in Polonia, a Katowice.

## Classifica finale
| Campione d'Europa | Campione d'Europa | Campione d'Europa |
| ----------------- | ----------------- | ----------------- |
| Spagna            |                   |                   |
| Argento           | Italia            |                   |
| Bronzo            | Francia           |                   |
| 4.                | Svezia            |                   |
| 5.                | Belgio            |                   |
| 6.                | Polonia           |                   |
| 7.                | Ungheria          |                   |
| 8.                | Turchia           |                   |
| 9.                | Russia            |                   |
| 10.               | Bielorussia       |                   |
| 11.               | Rep. Ceca         |                   |
| 12.               | Lituania          |                   |
| 13.               | Germania          |                   |
| 14.               | Serbia            |                   |
| 15.               | Lettonia          |                   |
| 16.               | Ucraina           |                   |